# 1336 Zeelandia
1336 Zeelandia (1934 RW) là một tiểu hành tinh vành đai chính được phát hiện ngày 9 tháng 9 năm 1934 bởi H. van Gent ở Johannesburg (LS).